# Baglioni nel Rosso
Baglioni nel Rosso è una doppia VHS di Claudio Baglioni pubblicata nel 1996 e documenta il Tour Rosso, effettuato per promuovere l'album Io sono qui.
La tournée si è distinta per la sua concezione innovativa del palco posizionato al centro senza barriere tra gli spettatori lo spettacolo, e per l’eccezionale riscontro di pubblico. Con 51 date e oltre 700.000 spettatori complessivi, il tour ha rappresentato un record per la musica dal vivo in Italia, venendo soprannominato "il tour infinito" per la sua lunga durata, da gennaio ad aprile del 1996.

## Descrizione
L’elemento distintivo del tour, ampiamente ripreso nella videocassetta, è la totale assenza di barriere tra l’artista e il pubblico. La scenografia era costituita da una struttura posta al centro dell’arena, attorno alla quale gli spettatori erano disposti a 360 gradi. La scena era composta da pedane mobili e un tappeto rotante, su cui si esibivano Baglioni, la band e il corpo di ballerine denominato Compagnia dei colori. Questa configurazione permetteva all’artista di muoversi liberamente nello spazio, avvicinandosi al pubblico e contribuendo a creare un’atmosfera immersiva e teatrale.
Dal punto di vista musicale, lo spettacolo era costruito in poliritmia, con l’uso di due batterie, pianoforti, chitarre e bassi elettrici che eseguivano linee melodiche sovrapposte, richiamando l’impianto sonoro dell’album Io sono qui, a cui il tour era ispirato.

Baglioni durante il Tour Rosso

Contestualmente all’uscita della VHS, l’emittente televisiva Canale 5 trasmise lo speciale Io sono qui nel Rosso, un documentario che mostrava il dietro le quinte della tournée e offriva un ulteriore approfondimento sulla produzione dello spettacolo e sulla vita dell’artista durante il tour.
La VHS Baglioni nel Rosso è considerata un documento rappresentativo dell’evoluzione dello spettacolo musicale dal vivo in Italia negli anni ’90.

## Tracce

### VHS 1
1. Prologo
2. Io sono qui
3. Un nuovo giorno o un giorno nuovo
4. Io me ne andrei
5. Notte di note note di notte
6. Io dal mare
7. Vivi
8. Acqua dalla luna
9. Uomini persi
10. Avrai
11. Fotografie
12. Poster
13. Ninna nanna nanna ninna
14. Intervallo

### VHS 2
1. Le vie dei colori
2. Reginella Reginé
3. Fammi andar via
4. V.o.t.
5. L'ultimo omino
6. Bolero
7. Questo piccolo grande amore
8. I singoli
9. E adesso la pubblicità
10. Mille giorni di te e di me
11. Strada Facendo
12. Acqua nell'acqua
13. Noi no
14. La vita è adesso
15. Via
16. Fine

## Crediti
- Claudio Baglioni - voce, pianoforte, chitarre e tamburello
- Paolo Costa - basso elettrico e cori
- Paolo Gianolio - chitarre e cori
- Gavin Harrison - batteria e percussioni
- Danilo Minotti - chitarre e cori
- Danilo Rea - piano, tastiere e cori
- Elio Rivagli - percussioni e batterie
- Walter Savelli - piano, tastiere e cori
- Stefano Simonazzi - tastiere e computer
- Compagnia dei colori - corpo di ballo
- Conduzione musicale di Paolo Gianolio e Claudio Baglioni
- Regia video di Duccio Forzano